# Alfredo Trombetti

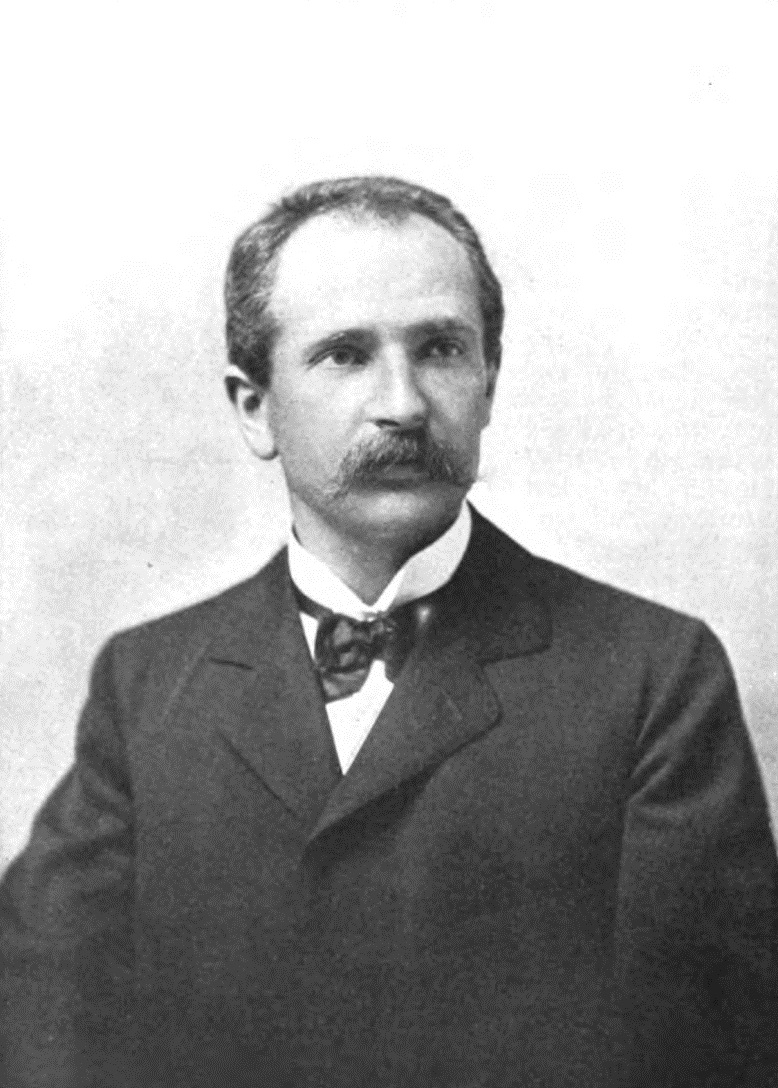
Porträt des Alfredo Trombetti

Alfredo Trombetti (* 16. Januar 1866 in Bologna; † 5. Juli 1929 in Lido di Venezia) war ein italienischer Linguist. Lange Jahre lehrte er an der Universität in Bologna.

## Leben
Sein Vater Alfredo Trombetti sen. war Hanfarbeiter und Seiler, cordaio und seine Mutter Viola Mingozzi arbeitete in einer Textilfabrik. Trombetti entstammte einfachen Verhältnissen und musste seine schulische Laufbahn, durch den Mangel an finanziellen Mitteln, unterbrechen. Er bildete sich autodidaktisch schon in der Grundschule weiter und war außerordentlich sprachbegabt, so lernte er etwa die französische Sprache, studierte die deutsche Sprache und besuchte spanische Mönche in einem Kloster, von denen er sein Spanisch erlernte. Er war zeitweise als Goldschmiede- und auch Friseurlehrling tätig. Einer seiner Kunden Giosuè Carducci verwendete sich für ihn bei den Honoratioren seiner Heimatstadt. Genauer lud man ihn am 18. April 1883 zu den Herren Gino Rocchi (1844–1936), dem besagten Giosuè Carducci, Giovanni Battista Gandino (1827–1905) und Teodorico Landoni (1819–1886) ein, damit er sein sprachliches Können belegen könne. Sein Können überzeugte. Durch eine Unterstützung der Stadt Bologna konnte er sein klassisches Studium fortsetzen. Am 23. Juni 1891 wurde Trombetti mit „cum laude“ promoviert. Der Titel seiner Dissertationsschrift lautete „Progressi degli studi linguistici“. Später wurde Trombetti Professor an der Universität Bologna.
Im Jahre 1904 berief man ihn zunächst zum Professor für semitische Sprachwissenschaften und später, ab dem Jahre 1912 für allgemeine Sprachwissenschaften. Er war Mitglied der Accademia Nazionale dei Lincei. Er hielt zu etlichen Sprachforschern seiner Zeit Kontakt u. a. auch zu Hugo Schuchardt einem Romanisten aus Graz.
Er gilt als ein Verfechter der Lehre von der bekannten Monoglottogenese, nach der alle weltweit gesprochenen Sprachen auf eine einzige gemeinsame Vorfahrin zurückgingen. Seine Argumente für die Monogenese wurden erstmals in seinem 1905 erschienenen Buch L’unità d’origine del linguaggio vorgestellt. Seine Hypothesen gelten als nicht unumstritten.
Um die Verwandtschaft der kaukasischen Sprachen mit anderen Sprachgruppen aufzulösen, konstruierte er eine semitisch-kaukasische Theorie, der Entwurf entstand in den Jahren 1902 bis 1903. Um das Problem der kaukasischen Sprachen und ihrer Verwandtschaft zu lösen, gab es weitere Zeitgenossen und theoretische Annahmen, so Vilhelm Thomsen (1899) mit der kaukasisch-etruskischen Verwandtschaft, Nikolai Jakowlewitsch Marr (1908) mit der kartvelisch-semitischen Verwandtschaft, Heinrich Winkler (1907) mit der kaukasisch-elamischen Verwandtschaft. Als erster hatte sich Carl Pauli dem Problem der kaukasischen Sprachen (1886) zugewandt.
Er beschäftigte sich 1923 mit der baskischen Sprache  und sah große Ähnlichkeiten mit den kaukasischen Sprachen und der sino-tibetischen Sprachfamilie.
Alfredo Trombetti versuchte in seiner „L’unita d’origine del linguaggio“ (1905) die These der Monoglottogenese mit der Tatsache zu beweisen, dass Wörter mit ähnlicher Bedeutung in den verschiedensten Sprachen bisweilen Ähnlichkeiten in ihrer phonetischen Struktur aufwiesen.
Alfredo Trombetti hatte mit Virginia Trombetti, geb. Patelli mehrere Kinder, die zum Teil aber schon früh verstarben. Ein Sohn war der spätere Advokat Ettore Trombetti (* 1895), der bei der Partito d’Azione wirkte, seine Enkelin war die Schauspielerin Laura Betti.
Seine Ehefrau war eine Fabrikarbeiterin, die er schon seit seinem siebzehnten Lebensjahr kannte.

## Werke (Auswahl)
- 1902–1903. Delle relazioni delle lingue caucasiche con le lingue camitosemitiche e con altri gruppi linguistichi. Lettera al professore H. Schuchardt. In: Giornale della Società asiatica italiana, Bd. 15, S. 177–201 und Bd. 16, S. 145–175. Firenze.
- 1902. Nessi genealogici fra le lingue del mondo antîco. 4 Bände, Recipient of the Royal Prize of the Italian Academy in 1902.
- 1905. L’unità d’origine del linguaggio. Bologna: Luigi Beltrami.
- 1907. Come si fa la critica di un libro. Con nuovi contributi alla dottrina della monogenesi del linguaggio e alla glottologia generale comparata. Bologna: Luigi Beltrami.
- 1908. Saggi di glottologia generale comparata I. I pronomi personali. Accademia delle scienze dell'Istituto di Bologna. Classe de scienze morali. Bologna.
- 1912. Manuale dell’arabo parlato a Tripoli. Grammatica, letture e vocabolario. Bologna: Luigi Beltrami.
- 1913. Saggi di glottologia generale comparata II. I numerali. Accademia delle scienze dell'Istituto di Bologna. Classe de scienze morali. Bologna.
- 1920. Saggi di glottologia generale comparata III. Comparazioni lessicali. Accademia delle scienze dell’Istituto di Bologna. Classe de scienze morali. Bologna.
- 1922–1923. Elementi di glottologia. 2 Bände, Bologna: Zanichelli.
- 1925. Le origini della lingua basca. Bologna: Azzoguidi.
- 1927. La lingua etrusca e le lingue preindoeuropee del Meditarreneo. In Studi etruschi, T. 1. Firenze.
- 1928. La lingua etrusca. Firenze: Rinascimento del libro.
- 1928. Origine asiatica delle lingue e popolazioni americane. In: Atti del 22 congresso internazionale degli americanisti Roma, Settembre 1926., T. 1, S. 169–246. Roma: Istituto Cristoforo Colombo.
- 1929. Il nostro dialetto bolognese. Bologna: Zanichelli.